# Pinus johannis
Pinus johannis (сосна Йохана) — вид роду Сосна родини Соснових.

## Таксономічні примітки
Справедливість цього таксона оскаржується Farjon and Styles (1997), котрі вважають його синонімом P. cembroides var. bicolor, але  Perry (1991), Price et al. (1998), та M.P. Frankis (спілкування, 1998) розглядають його як дійсно вид. Ця точка зору підтримується також відкриттям, що це єдиний дводомний вид сосни (Flores-Rentería et al. 2013).

## Середовище проживання
Родом з Північної Америки. Діапазон поширення простягається від південно-східної Аризони й південного заходу Нью-Мексико, США, на південь у Мексику. Живе на помірних і високих висотах, від 1600 до 3000 метрів, в прохолодному і сухому кліматі.

## Опис
Це малого та середнього розміру дерево, часто чагарник, висотою 2–10 метрів і з діаметром стовбура до 50 см. Кора сіро-коричнева, тонка і лущиться на основи стовбура. Голки знаходяться в пучках по три і чотири, тонкі, довжиною 3–6 см, від темно-зелений до синьо-зеленого кольору зверху, низ сизо-білий. Шишки кулясті, 2–4 см завдовжки і 2–3 см шириною, коли закриті, зелені спочатку, дозріваючи (у 16–18 місяців) стають жовто-коричневими. Відкриті шишки 3–5 см шириною. Насіння 9–12 мм завдовжки, з рудиментарними 1–2 мм крилами. Деревина блідого жовтувато-коричневого кольору, використовується тільки для палива.

## Використання
Їстівне насіння збирають у Мексиці в невеликій мірі. Біло-сизі внутрішні поверхні голок роблять цю сосну дуже привабливим невеликим деревом для парків і великих садів.

## Галерея

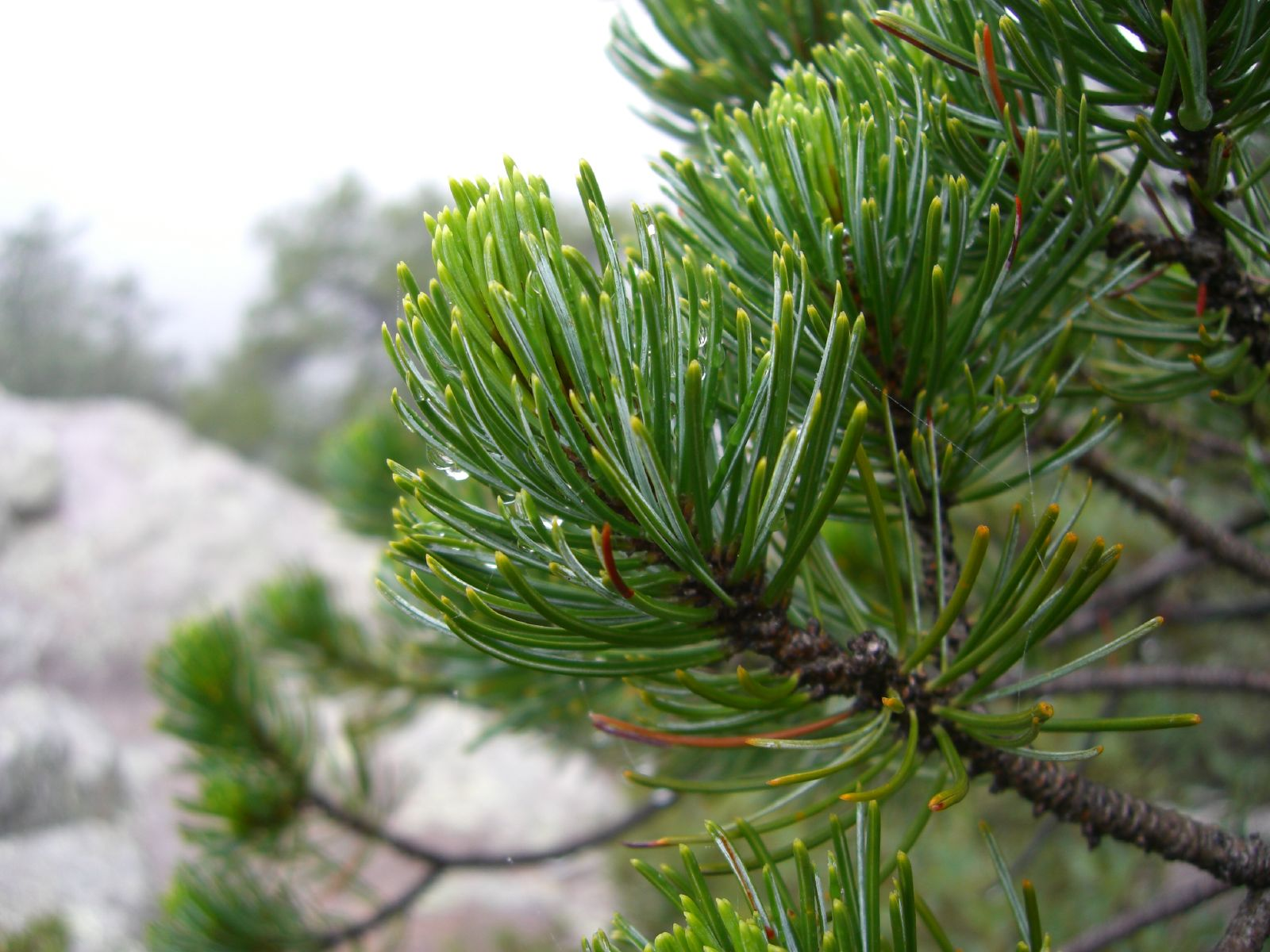
Гілка
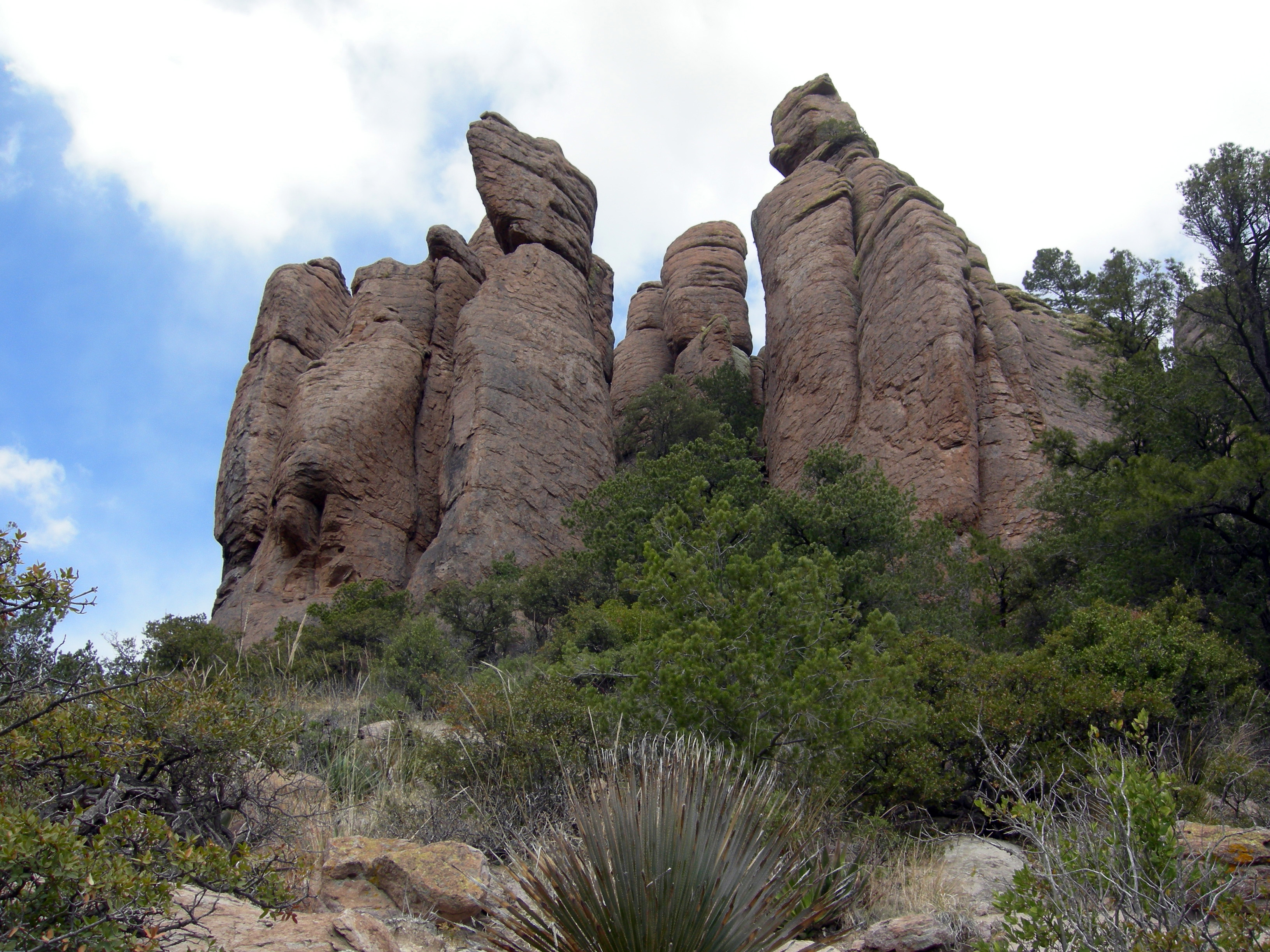
Дерево в центральній частині коло Чірікавського національного пам'ятника, Аризона

| Соснові | Це незавершена стаття про родину соснові. Ви можете допомогти проєкту, виправивши або дописавши її. |